# António Veríssimo de Sousa
António Veríssimo de Sousa (Santa Cruz da Graciosa, 5 de agosto de 1858 — Lisboa (Alcântara), 11 de outubro de 1933) foi um militar do Exército Português, onde atingiu o posto de coronel, que se distinguiu nas campanhas de pacificação de Angola. Foi Governador Militar dos Açores (1917-1919) e governador civil do Distrito Autónomo de Angra do Heroísmo (1921).

## Biografia
Integrou a força expedicionária enviada para o sul de Angola durante a Primeira Guerra Mundial sob o comando do general Pereira de Eça, tendo participado na Campanha de Angola (1914-1915) contra as forças alemãs da Schutztruppe da colónia do Sudoeste Africano Alemão e nas campanhas de pacificação dos povos locais que entretanto se haviam sublevado contra as autoridades coloniais portuguesas. Como comandante militar da região dos Gambos distinguiu-se na campanha de pacificação e ocupação do território do Baixo Cunene, em Angola, levada a cabo durante o ano de 1915. A sua acção em Angola valeu-lhe vários louvores.
Republicano convicto, o militar graciosense desempenhou nos Açores os cargos de governador civil do Distrito Autónomo de Angra do Heroísmo, de 6 de Junho a 1 de Novembro de 1921, e de Governador Militar dos Açores (1917-1919).
Na sua brilhante folha de serviços constam diversas condecorações, entre as quais a medalha de ouro da Medalha de Valor Militar, a maior condecoração militar portuguesa da época, a comenda da Ordem da Torre e Espada e a medalha comemorativa da defesa de Ponta Delgada, obtida quando era Comandante Militar dos Açores e a cidade foi bombardeada por um submarino alemão.
A primeira escola pós-primária da ilha Graciosa, criada em Outubro de 1971, foi em sua honra denominada Escola Preparatória Coronel Veríssimo de Sousa. A escolha de Coronel Veríssimo de Sousa para patrono da escola prendeu-se com o facto de a Câmara Municipal de Santa Cruz da Graciosa considerar útil "trazer bem vivo na memória dos graciosenses, alguém que foi um dos seus filhos mais representativos na vida nacional, ficando no entanto, a certeza de que para o futuro será mais facilmente recordado".